# 达布亚王朝
达布亚王朝（Dabuyid dynasty，也拼寫為Gaubarid dynasty）是一個伊朗人建立的王朝，信奉祆教，統治疆域包含塔巴里斯坦和大呼羅珊西部部分地區。王朝統治的時期約從公元642年開始，到公元760年被阿拉伯人的阿拔斯王朝征服後而告結束。

## 名詞來源
“Daabu”在馬贊德蘭語中有“反叛者”和“不法之徒”的意思。薩珊王朝雖然在公元7世紀中葉受信奉伊斯蘭教的阿拉伯人所征服，但屬於薩珊皇族後裔的达布亚王朝仍統治位於裏海之南，以及厄尔布尔士山脉北麓之間，名為希爾卡尼亞的肥沃土地。這個王朝抵抗前來征服的阿拉伯軍隊，直到一個多世紀之後才被阿拔斯王朝所併吞。。

## 歷史
根據後來的伊朗塔巴里斯坦歷史學家伊本·伊斯凡迪亞爾（公元13世紀）的記載，达布亚王朝家族是薩珊王朝君王卡瓦德一世的兄弟扎馬斯普的後裔，屬於薩珊皇族的次要分支。賈馬斯的孫子菲魯茲（Firus）征服吉蘭，而菲魯茲的後人吉爾·加夫巴拉把塔巴里斯坦併入，把領土擴大。這導致末代薩珊王朝君王伊嗣俟三世正式把“Gil-Gilan”（“吉蘭的統治者”之義）和帕蒂斯化戈沙阿（Shah of Patashwargar“塔巴里斯坦的君王之義”，帕蒂斯化戈為塔巴里斯坦的古代名稱）的頭銜授予吉爾·加夫巴拉的兒子達布亞（或稱達博（Daboe））。在穆斯林征服波斯之後，這個薩珊皇族後裔分支連同伊斯帕布德漢家族和卡倫家族（兩家族均屬於伊朗七大家族）所建王朝與阿拉伯軍隊簽署和平條約，約定阿拉伯軍隊未經事先許可不得接近這些領土。吉蘭以及至少部分的塔巴里斯坦仍由吉爾·加夫巴拉控制，而雷伊和大呼羅珊部分地區則由伊斯帕布德漢王朝的法羅赫扎德（Farrokhzad）統治。根據伊本·伊斯凡迪亞爾記載，大約15年後，加夫巴拉過世，他的兒子達布亞即位，而王朝因此被稱為达布亚王朝。達布亞之子法魯克罕大帝和伊斯帕布德漢，以及卡倫兩王朝爭戰多年，最後把整個塔巴里斯坦奪下，把領土拓展到內沙布爾。除伊嗣俟三世所授予的頭銜外，达布亚王朝統治者還擁有伊朗古老的伊斯帕巴德軍事尊銜（意為“總司令”）。
法魯克罕大帝在公元716年到717年擊退由葉齊德·伊本·穆海莱卜率領入侵的穆斯林大軍，最近的研究將他取得權力的時期放在公元670年代，而不是以往所假定的公元710年代初期。法魯克罕大帝在公元728年過世，由他兒子達德布茲米爾繼承，後人對其統治一無所知，他在公元740年/741年過世。達德布茲米爾的兒子和繼位者塔巴里斯坦的庫爾希德當時年紀傷幼，由他叔叔小法魯克罕攝政治理7年。庫爾希德統治時期，國家繁榮，他一再試圖斷絕與哈里發國的聯繫，均未成功。在阿拔斯革命所導致的動盪之後，庫爾希德與阿拔斯王朝的哈里發曼蘇爾發生過幾次嚴重衝突。在公元759年，曼蘇爾喬稱要借道塔巴里斯坦去平息在大呼羅珊的叛亂，經庫爾希德同意後，曼蘇爾的軍隊卻轉而把塔巴里斯坦奪下。庫爾希德被迫逃往吉蘭避難，並整編部隊試圖反攻，但在761年因皇室家族被虜而自盡，达布亚王朝即告滅亡。

## 統治者列表
- 吉爾·加夫巴拉（英语：Gil Gavbara）（公元640年－660年）
- 達布亞（英语：Dabuya）（660年－676年）
- 法魯克罕大帝（英语：Farrukhan the Great）（712年－728年）
- 達德布茲米爾（英语：Dadhburzmihr）（728年－740/741年）
- 小法魯克罕（英语：Farrukhan the Little）（740/741年－747/748年）
- 塔巴里斯坦的庫爾希德（英语：Khurshid of Tabaristan）（741年－759/760年）

## 資料來源
- Inostranzev, M. (1918) Iranian Influence on Moslem Literature – Appendix I: Independent Zoroastrian Princes of Tabaristan.
- Madelung, Wilferd. . Yarshater, Ehsan  (编). . London u.a.: Routledge & Kegan Paul: 541–544. 1993  [2019-12-27]. ISBN 1-56859-007-5. （原始内容存档于2018-12-25）. |article=和|title=只需其一 (帮助)
- Pourshariati, Parvaneh. . London and New York: I.B. Tauris. 2008  [2020-08-13]. ISBN 978-1-84511-645-3. （原始内容存档于2017-01-04）.
- Yavari, Neguin. . Fleet, Kate; Krämer, Gudrun; Matringe, Denis; Nawas, John; Rowson, Everett  (编). . Brill Online. 2020. ISSN 1873-9830.